# .geo
.geoは、SRIインターナショナルによって提案されたジェネリックトップレベルドメインである。地球上にグリッド状に設定された場所を表す階層アドレスを持つ"georegistrar"や"georegistries"のシステムを介して、インターネットリソースを地理的な場所に関連付けるために使用される。これらのアドレスは、エンドユーザーが直接入力することを目的としたものではなく（acme.2e5n.10e30n.geoのような、手動で入力するには面倒な文字列である）、GPS測位によって駆動されるような場所から物事を検索するソフトウェアによって、ユーザからは見えない舞台裏で使用される。
インターネットサイトを地理的に分類するために、いくつかの方式が提案あるいは実装されている。それらの多くは、DNSに特別な改修を必要としない（例えばGeoURIスキームなど）。そのため、.geoの提案に対しては、新規のgTLDではなく既存のTLD（.arpaなど）のサブドメインを使用するべき、あるいは、DNS以外の方法で実装すべきという非難がある。
.geoは2000年に新しいTLDの第1ラウンドとしてICANNに提案されたが、承認されず、その後この提案に関して目立った活動はない。